# Ballantine's
Ballantine's é uma marca de uísque escocesa pertencente ao grupo Pernod Ricard em Dumbarton, na Escócia onde é produzido, tendo sido adquirida por meio da compra da multinacional britânica Allied Domecq.
O sabor Ballantine é dependente de 50 single malts, quatro tipos de grãos individuais e em particular pelas identificações dactiloscópicas de maltes como Miltonduff e Glenburgie. A marca foi ganhando inúmeros elogios, assim como prêmios pela qualidade dos seus produtos.
A Ballantine´s tem sido factualmente um produto de elevada apreciação principalmente no sul da europa.
A percentagem de álcool é de 40%.